# 格拉德斯通 (密歇根州)
格拉德斯通（英語：Gladstone）是一個位於美國密歇根州德爾塔縣的城市。

## 人口
根據2020年美國人口普查的數據，格拉德斯通的面積為20.69平方千米，當中陸地面積為13.12平方千米，而水域面積為7.57平方千米。當地共有人口5257人，而人口密度為每平方千米254人。